# Бурецешть
Бурецешть, Бурецешті (рум. Burețești) — село у повіті Арджеш в Румунії. Входить до складу комуни Ведя.
Село розташоване на відстані 123 км на захід від Бухареста, 19 км на захід від Пітешть, 85 км на північний схід від Крайови, 120 км на південний захід від Брашова.

## Населення
За даними перепису населення 2002 року у селі проживали 160 осіб, усі — румуни. Усі жителі села рідною мовою назвали румунську.